# 13412 Guerrieri
13412 Guerrieri este un asteroid din centura principală de asteroizi.

## Descriere
13412 Guerrieri este un asteroid din centura principală de asteroizi. A fost descoperit pe 29 octombrie 1999 în cadrul proiectului CSS. Asteroidul prezintă o orbită caracterizată de o semiaxă mare de 2,88 ua, o excentricitate de 0,06 și o înclinație de 2,2° în raport cu ecliptica.